# Adlervorgebirge

Adlervorgebirge (Nr. 34) innerhalb der Sudeten

Das Adlervorgebirge liegt in Polen und Tschechien am Fuße des Adlergebirges in den Mittelsudeten. Teil des Gebirges sind die Wzgórza Lewińskie und die Obniżenie Kudowy.

## Städte
Am Nordrand des Gebirges befinden sich die Kurorte:
- Duszniki-Zdrój
- Kudowa-Zdrój
- Kulin Kłodzki